# Episodi di Law & Order - Unità vittime speciali (sedicesima stagione)

Il cast principale della sedicesima stagione:
Raúl Esparza (Rafael Barba), Peter Scanavino (Det. Dominick "Sonny" Carisi Jr.), Danny Pino (Det. Nick Amaro), Mariska Hargitay (Det. Olivia Benson), Kelli Giddish (Det. Amanda Rollins) e Ice-T (Det. Odafin Tutuola).

La sedicesima stagione della serie televisiva Law & Order - Unità vittime speciali, composta da 23 episodi, è stata trasmessa in prima visione negli Stati Uniti da NBC dal 24 settembre 2014 al 20 maggio 2015.
In Italia la stagione è stata trasmessa in prima visione dal 12 novembre 2015 al 28 gennaio 2016  su Premium Crime ; in chiaro è stata trasmessa per la prima volta da TOP Crime dal 10 febbraio al 20 aprile 2016.
| nº | Titolo originale   | Titolo italiano           | Prima TV USA      | Prima TV Italia  |
| -- | ------------------ | ------------------------- | ----------------- | ---------------- |
| 1  | Girls Disappeared  | Ragazze scomparse         | 24 settembre 2014 | 12 novembre 2015 |
| 2  | American Disgrace  | Un campione da difendere  | 1º ottobre 2014   | 12 novembre 2015 |
| 3  | Producer's Backend | Il divano del produttore  | 8 ottobre 2014    | 19 novembre 2015 |
| 4  | Holden's Manifesto | Il manifesto di Holden    | 15 ottobre 2014   | 19 novembre 2015 |
| 5  | Pornstar's Requiem | Requiem per una pornostar | 22 ottobre 2014   | 26 novembre 2015 |
| 6  | Glasgowman's Wrath | Il mostro di Glasgow      | 5 novembre 2014   | 26 novembre 2015 |
| 7  | Chicago Crossover  | Pedofili                  | 12 novembre 2014  | 3 dicembre 2015  |
| 8  | Spousal Privilege  | Privilegi matrimoniali    | 19 novembre 2014  | 3 dicembre 2015  |
| 9  | Pattern Seventeen  | Modus operandi            | 10 dicembre 2014  | 10 dicembre 2015 |
| 10 | Forgiving Rollins  | Il passato ritorna        | 7 gennaio 2015    | 10 dicembre 2015 |
| 11 | Agent Provocateur  | Finzione e realtà         | 14 gennaio 2015   | 17 dicembre 2015 |
| 12 | Padre Sandunguero  | Padre Sandunguero         | 21 gennaio 2015   | 17 dicembre 2015 |
| 13 | Decaying Morality  | Degrado morale            | 4 febbraio 2015   | 24 dicembre 2015 |
| 14 | Intimidation Game  | Intimidation Game         | 11 febbraio 2015  | 24 dicembre 2015 |
| 15 | Undercover Mother  | Una madre sotto copertura | 18 febbraio 2015  | 31 dicembre 2015 |
| 16 | December Solstice  | Solstizio d'inverno       | 25 febbraio 2015  | 31 dicembre 2015 |
| 17 | Parole Violations  | Rapporti forzati          | 25 marzo 2015     | 7 gennaio 2016   |
| 18 | Devastating Story  | Una storia devastante     | 1º aprile 2015    | 7 gennaio 2016   |
| 19 | Granting Immunity  | Immunità garantita        | 8 aprile 2015     | 14 gennaio 2016  |
| 20 | Daydream Believer  | Il sognatore              | 29 aprile 2015    | 14 gennaio 2016  |
| 21 | Perverted Justice  | Giustizia manipolata      | 6 maggio 2015     | 21 gennaio 2016  |
| 22 | Parents' Nightmare | L'incubo di ogni genitore | 13 maggio 2015    | 21 gennaio 2016  |
| 23 | Surrendering Noah  | Conflitto d'interessi     | 20 maggio 2015    | 28 gennaio 2016  |

## Ragazze scomparse
- Titolo originale: Girls Disappeared
- Diretto da: Alex Chapple
- Scritto da: Robert Brooks Cohen (sceneggiatura), Kevin Fox (sceneggiatura), Warren Leight (soggetto) e Julie Martin (soggetto)

### Trama
Il detective Amaro, che ora lavora come poliziotto nel Queens, arresta Luna Garcia, una prostituta minorenne messicana, che rivela di essere stata testimone dell'omicidio di Ellie Porter, la madre del figlio adottivo del sergente Benson, Noah. Benson chiede ad Amaro di andare sotto copertura, il che innesca una serie di eventi che mettono in pericolo tutte le persone coinvolte, incluso il piccolo Noah. Nel frattempo, Benson incontra il nuovo arrivato in squadra, il detective Carisi, che parte con il piede sbagliato. La ragazza risulta quindi coinvolta con lo stesso gruppo di sfruttatori che è legato al caso precedente, lo stupro e l'omicidio di Ellie Porter, ovvero la madre di Noah, il bambino di cui Olivia Benson sta cercando di prendersi cura, e da cui è presa a livello personale. A quel punto la SVU cerca di ottenere maggiori informazioni su chi siano davvero i capi di questo gruppo di sfruttatori della prostituzione, grazie alla possibile testimonianza di uno dei membri della gang, che ora è in detenzione, ma le cose presto si complicano ulteriormente.
- Guest star: Alexa Mansour (prostituta Luna Garcia) Gavin-Keith Umeh (Augustino "Little Tino" Aguilar), Emma Greenwell (Ellie Porter - solo nella scena flashback), Laura Gomez (Selena Cruz), Lenny Venito (John Gatto).
- Nota: questo episodio rappresenta il debutto del personaggio del detective Dominick Carisi Jr. L'attore Peter Scanavino era però apparso in precedenza in quattro differenti episodi della saga, inclusa la serie madre, nel ruolo di personaggi minori.

## Un campione da difendere
- Titolo originale: American Disgrace
- Diretto da: Arthur W. Forney
- Scritto da: Warren Leight e Julie Martin

### Trama
La rappresentante della linea di abbigliamento Orion Bay, Carla Cannon, racconta ai giornalisti di essere stata violentata dalla superstar del basket Shakir "The Shark" Wilkins. Tuttavia, l'autenticità della sua storia e delle storie di altre donne è messa in discussione da Carisi e lascia il sostituto procuratore Barba con un caso traballante. All'inizio del processo, il caso inizia a sfaldarsi e vengono svelati molti segreti di famiglia del proprietario miliardario di Orion Bay, Orion Bauer, e di sua figlia. Nonostante questo, la comparsa di altre ragazze che accusano l'atleta di stupro, con le stesse modalità, anche in altre città, peggiora parecchio la situazione di Wilkins. Tra queste c'è anche una ragazza di Atlanta, il che spinge Amanda Rollins a recarsi al suo vecchio distretto per indagare. Una improvvisa dichiarazione di una delle testimoni, però, pare cambiare completamente le carte in tavola. 
- Guest star: Elizabeth Marvel (avvocatessa Rita Calhoun), Henry Simmons (giocatore Shakir Wilkins), Stacy Keach (imprenditore Orion Bauer), Kelley Missal (Carla Cannon), Teri Polo (Cordelia Bauer).

## Il divano del produttore
- Titolo originale: Producer's Backend
- Diretto da: Michael Pressman
- Scritto da: Jill Abbinanti (sceneggiatura), Brianna Yellen (sceneggiatura), Julie Martin (soggetto) e Warren Leight (soggetto)

### Trama
La giovane attrice di Hollywood Tensley Evans provoca un incidente d'auto, mentre era alla guida sotto l'effetto di sostanze stupefacenti, e cerca di flirtare con l'incidentato per uscire dai guai. Amaro racconta la scena dell'incidente e la sua gestione pratica della situazione gli consente di essere trasferito di nuovo all'Unità vittime speciali, giusto in tempo per indagare su Evans per lo stupro di un ragazzo di 15 anni. Mentre Barba va avanti con il suo processo per stupro, Benson inizia a sospettare problemi di fondo che hanno portato alle azioni di Evans, il che porta la squadra ad un produttore che ha una storia preoccupante.
- Guest star: Tommy Nelson (Gregory Miller), Bradley Dubow (Noah Benson), Skyler Dubow (Noah Benson), Hoda Kotb (se stessa), Robert John Burke (tenente Ed Tucker), Dennis Boutsikaris (Jim Durant), Ron Rifkin (avvocato difensore Marvin Exley), Stevie Lynn Jones (Tensley Evans), Dana Wheeler-Nicholson (Donna Evans), Brian d'Arcy James (Adam Brubeck).
- Citazioni: "Solo un po' di maschi adulti che guardavano le ragazzine in bikini!" - "Se fosse reato Beverly Hills sarebbe disabitata!" (Scambio di battute tra Amaro e Barba).

## Il manifesto di Holden
- Titolo originale: Holden's Manifesto
- Diretto da: Jean de Segonzac
- Scritto da: Julie Martin (sceneggiatura), Warren Leight (sceneggiatura) e Kevin Fox (soggetto)

### Trama
Holden March, un giovane sociopatico, inizia a vendicarsi delle donne che crede gli abbiano fatto un torto, vendette che si trasformano presto in omicidi. Quando i detective Amaro e Rollins trovano Holden con degli ostaggi in una scuola locale, scoprono presto quanto può essere pericoloso un ragazzo disperato. Dopo lunghe indagini, Amanda Rollins si trova faccia a faccia col pericoloso elemento, e cerca di adottare una tattica psicologica, nel tentativo di fermarlo. Nel frattempo, Olivia Benson affronta le pressioni di William Dodds, il nuovo capo, mentre il piccolo Noah è ricoverato in ospedale, facendola preoccupare molto.
- Guest star: Peter Gallagher (William Dodds), John Karna (Holden March).

## Requiem per una pornostar
- Titolo originale: Pornstar's Requiem
- Diretto da: Jennifer Getzinger
- Scritto da: Robert Brooks Cohen (sceneggiatura), Céline C. Robinson (sceneggiatura), Kevin Fox (soggetto) e Warren Leight (soggetto)

### Trama
Evie Barnes risponde a un annuncio di modella sperando di fare soldi per le tasse universitarie, ma una volta sul posto viene costretta a spogliarsi e a fare sesso con due uomini, mentre viene ripresa da una telecamera. 
Quando due studenti universitari trovano il video di Evie su Internet, violentano la ragazza durante una festa, provocando il loro arresto per stupro.
Benson indaga per aiutare Evie, mentre i due studenti dichiarano che la ragazza era consenziente e uno dei due dichiara di aver concordato un rapporto sessuale con lei, lui e il suo amico in cui la ragazza avrebbe simulato uno stupro. Durante le indagini l'Unità trova il video porno in cui Evie viene violentata. Inizialmente i poliziotti pensano a uno stupro, ma poi rintracciano gli amministratori del sito porno, scoprendo che durante il video Evie sapeva quello che faceva, è stata pagata e aveva solo simulato uno stupro. Benson chiede a Evie se ha fatto altri video porno, ma la ragazza nega. Successivamente però l'avvocato difensore dei ragazzi scopre che Evie è un'attrice porno professionista, specializzata in simulazioni di stupro, che ha fatto decine di video porno postati su siti diversi.
La scoperta attira diverse critiche negative nei confronti di Evie da parte dell'opinione pubblica, della sua famiglia e della sua università. Benson chiede a Evie se è stata stuprata davvero ed Evie replica che il porno è solo un lavoro per lei e che i due ragazzi si sono approfittati di lei, sapendo che l'avrebbero fatta franca a causa del suo lavoro. Benson le crede e l'Unità interroga uno dei due ragazzi; questo ammette che il suo amico gli ha confidato, al termine del rapporto con Evie, che hanno commesso un vero stupro.
Barba convince il ragazzo a testimoniare in tribunale e la sua testimonianza convince la giuria a dichiarare i ragazzi colpevoli. Il giudice, però, decide di annullare il verdetto della giuria, sostenendo che non ci sono prove sufficienti per dimostrare che lo stupro sia avvenuto, e che la ragazza potrebbe aver recitato talmente bene da indurre i ragazzi a credere di averla stuprata. Successivamente, Rollins e Amaro rintracciano Evie sul set di un film porno e durante una pausa la ragazza si sfoga con i poliziotti.
Dice loro che è stata espulsa dall'università, che i suoi genitori l'hanno rinnegata e che non ha avuto giustizia solo perché un giudice non le ha creduto.
Poi prosegue, dicendo che non è interessata a un processo di appello e che si è rassegnata a fare film porno per il resto della sua vita, dopodiché dà le spalle a Rollins e Amaro, e torna a lavorare.
- Guest star: Hannah Marks (Evie Barnes), Delaney Williams (John Buchanan), Kathleen Chalfant (presidente Roberts), Max Ehrich (Daniel Pryor), Richard T. Jones (giudice Oscar Briggs), Peter Gallagher (William Dodds).
- Citazioni: "Diciottenni con scopata? Quelle i diciotto li hanno passati da un pezzo!" (detective Fin Tutuola).
- Citazioni: "Ha girato decine di video porno con fantasie di stupro e pensava di passare inosservata?" (procuratore Barba).

## Il mostro di Glasgow
- Titolo originale: Glasgowman's Wrath
- Diretto da: Jean de Segonzac
- Scritto da: Brianna Yellen (sceneggiatura), Jill Abbinanti (sceneggiatura), Julie Martin (soggetto) e Warren Leight (soggetto)

### Trama
L'episodio inizia con una ragazza, Zoe Harris, spaventata da sua sorella, Mia Harris, e dall'amica di Mia, Perry Gilbert. Una delle ragazze sta registrando un video blog per riprendere qualcosa chiamato "Uomo Di Glasgow" ed entrano in un parco per cercare questa entità. Zoe dice a sua sorella che è spaventata, ma viene ignorata. Al mattino, Zoe viene trovata nel parco accoltellata e in fin di vita da un osservatore di uccelli. Amanda Rollins e Carisi rispondono all'appello. Rollins viaggia in ambulanza con la bambina mentre Carisi interroga l'osservatore di uccelli. In ospedale, Rollins mostra a Nick Amaro le foto dell'osservatore. La madre di Zoe arriva in ospedale e assilla Amaro e Rollins per avere risposte. Amaro chiama Olivia Benson, che è a casa con suo figlio nel suo giorno libero. 
Più tardi, una volta entrati nella residenza dei Gilbert, gli investigatori scoprono che le ragazze avevano abbandonato i loro cellulari. Zoe viene quindi interrogata, ma sua madre non prende bene le domande che le stanno ponendo gli investigatori. La polizia trova presto la persona che la gente crede sia l'Uomo Di Glasgow, il cui vero nome è Charlie Dorsey, e scopre che è solo un senzatetto con una malattia mentale. Carisi riesce a legare con Charlie e scopre che non è colpevole dei crimini di cui è stato accusato. Presto scoprono che una delle babysitter di Perry ha raccontato alle ragazze la storia dell'Uomo Di Glasgow. Quando interrogano la babysitter, scoprono che ha realizzato una mappa fittizia che è come il parco in cui è stata trovata Zoe. Presto trovano Perry e Mia in una rimessa per barche abbandonata a monte della città. 
In ospedale, il dottore informa gli investigatori che le ferite di Perry sono state autoinflitte. Gli investigatori quindi esaminano la possibilità che sia stata Perry a ferire Zoe. La viceprocuratrice distrettuale Pippa Cox decide di perseguire Perry come bambina in un Tribunale Della Famiglia. Il giudice condanna Mia alla custodia della madre con una raccomandazione per cure psichiatriche settimanali. Perry viene bollata come delinquente giovanile e inviata in un ospedale psichiatrico.
- Guest star: Will Harris (Charlie Dorsey), Jessica Phillips (viceprocuratrice Pippa Cox).
- Citazioni: "Un uomo senza volto, ed una bambina senza nome, siamo a cavallo!" (detective Nick Amaro).

## Pedofili
- Titolo originale: Chicago Crossover
- Diretto da: Steve Shill
- Scritto da: Dick Wolf (soggetto), Warren Leight (soggetto) ed Ed Zuckerman (sceneggiatura)

### Trama
L'episodio inizia da dove si era interrotto l'episodio di Chicago Fire Nessuno tocchi niente, in cui i vigili del fuoco del dipartimento di Chicago hanno salvato un uomo da un edificio in fiamme che in suo possesso aveva una scatola piena di materiale pedopornografico, una scatola che è stata lasciata cadere durante il tentativo del tenente Kelly Severide di salvare la vita dell'uomo. 
I vigili del fuoco di Chicago hanno quindi consegnato queste prove alla polizia di Chicago. La detective Erin Lindsay ha un interesse personale nel caso: il suo fratellastro è coinvolto in qualche modo con New York City. Benson riceve una chiamata da Voight che la sua squadra è su un aereo per Manhattan per aiutare l'Unità vittime speciali a risolvere il caso. Lindsay spiega all'Unità vittime speciali di come il suo fratellastro Teddy Courtney sia scomparso quando erano più piccoli e di come sua madre pensava che in qualche modo fosse scappato a New York. Benson dice a Lindsay che il Centro nazionale per i bambini scomparsi e sfruttati (NCMEC) ha esaminato il volto di Teddy attraverso il loro sistema, ha trovato più immagini compatibili e ha concluso che era collegato a un giro di pedofili.
Durante la ricerca di Teddy, vengono a sapere dal NCMEC che un altro ragazzo, Henry Thorne è stato vittima di pedofilia durante una diretta streaming, anche se in quel momento nessuno poteva rintracciare da dove provenisse il video. Apprendono dalle foto trovate nell'incendio di Chicago che l'organizzazione pedopornografica si chiama "Club di scacchi e dama" e che ha avuto origine a Chicago nel 2004; il NCMEC spinge il governo federale a chiudere il loro sito web, ma senza successo. 
Più tardi, attraverso il riconoscimento facciale avanzato, gli investigatori scoprono che Teddy si chiama Teddy Voight e ha precedenti giovanili, essendo stato arrestato per adescamento cinque anni fa. Lindsay spiega al detective Jay Halstead che conoscevano il sergente. I detective dell'Unità vittime speciali Nick Amaro e Amanda Rollins vanno in un centro giovanile dove Teddy è stato incarcerato e scoprono che Teddy scappava spesso dal centro. La guardia di sicurezza George Turner non ricorda Teddy, ma la signora Bagley consiglia agli investigatori di parlare con Jocelyn Cerpaski, che ha lasciato il centro per iniziare una vita migliore. Jocelyn inizialmente non vuole parlare con gli investigatori, ma li indirizza ai moli dove Teddy si recava spesso. Rollins e Halstead lo trovano e lo portano dentro.
Lindsay cerca di parlare con Teddy, ma lui si rifiuta. Benson dice a Lindsay che lo hanno trovato in possesso di stupefacenti. Benson cerca di convincere Teddy ad aprirsi su quello che gli è successo facendogli sapere che un altro ragazzo è in pericolo, ma rimane in silenzio. Amaro e Rollins tornano da Jocelyn e scoprono che Teddy l'ha aggredita. 
Più tardi, Benson e Lindsay incalzano Teddy, dicendo che ha violentato Jocelyn perché i suoi abusatori lo hanno costretto a farlo. Teddy crolla e ammette quello che ha fatto, affermando che se non l'avesse fatto, l'organizzazione di pedofili avrebbe fatto in modo che qualcun altro l'avesse ferita peggio. Teddy spiega a Benson e Lindsay che c'era qualcuno di cui avevano tutti paura e che al centro giovanile una delle guardie di sicurezza lo ha aiutato a scappare: George Turner.
Benson, Halstead e Lindsay tornano al centro per andare a prendere Turner per l'interrogatorio. Cerca di scappare da loro e nella lotta che ne segue Lindsay viene ferita da un ciclista di passaggio e ricoverata in ospedale. Quando si sveglia, Voight è al suo capezzale, giurando di aiutare Teddy e dicendole di tornare a Chicago. Voight in seguito si presenta all'Unità vittime speciali e irrompe immediatamente nella stanza degli interrogatori, dove Amaro e Rollins stanno cercando di interrogare Turner. 
Voight minaccia Turner, facendo intervenire Benson che ferma Voight prima che possa picchiare il criminale. Voight fuori dalla sala interrogatori si lamenta sui metodi troppo mansueti di Olivia in quanto lui preferisce fare a modo suo ovvero picchiare i criminali che sono poco collaborativi, ma Olivia inizialmente non intende permettere a Voight di fare ciò e minaccia di far arrestare Voight se tocca di nuovo Turner. Tuttavia, Benson rendendosi conto che Voight è comunque un uomo buono che cerca con i suoi modi, seppur estremi, di fare il bene dei più deboli prendendolo in simpatia i due stringono amicizia e decidono di usare i loro metodi insieme. Olivia dà a Turner una scelta: dirgli la verità spontaneamente o lasciarlo da solo con Voight che lo avrebbe picchiato a sangue per punirlo per aver venduto dei ragazzini a dei pedofili, oltre a farsi dire la verità facendogli rivelare ciò che sa. Turner terrorizzato dall'idea di essere fatto a pezzi da Voight e che né Olivia, né altri avrebbero fermato Voight dal fare ciò cede e racconta loro alcuni dettagli riguardanti le tangenti che il loro principale sospettato ha dovuto pagare per tornare in città. Voight e Benson vanno da Teddy, che si rifiuta ancora di ricordare quella parte della sua vita, quindi tornano da Jocelyn, sotto copertura come genitori di Henry, per convincerla a parlare. La riportano all'Unità vittime speciali, dove gli investigatori la mettono in una stanza degli interrogatori con Teddy e un video in diretta con Henry. Ricorda che l'hanno condotta attraverso un lungo ponte, che era bendata e che ha sentito il rumore di pneumatici sul metallo. Lei e Teddy ricordano anche un nome: Bob Clinton.
Gli investigatori scoprono presto che Clinton è da qualche parte a Staten Island, e Benson e Voight salvano Henry e arrestano Clinton. Nel frattempo, i detective Amaro e Fin Tutuola arrestano altre due persone che sembrano essere coinvolte. Nella stanza della squadra, Rollins si presenta con un portatile, che mostra il video di una bambina che era stata rapita dai pedofili. Benson e Voight cercano di appoggiarsi a Clinton, che chiede la piena immunità prima di divulgare qualsiasi cosa. Voight stufatosi chiede a Olivia di lasciarlo da solo in modo che possa malmenare il pedofilo e farsi dire ciò che sa tuttavia Benson decide invece di rinchiudere Clinton in prigione per vedere quanto reggerà prima di confessare.
Ore dopo che Benson ha mandato Clinton in cella, Clinton viene accoltellato sotto la doccia, mentre era sotto custodia protettiva, da Lester Davis, un criminale in attesa di processo per rapina a mano armata. L'Unità vittime speciali apprende che Davis ha ricevuto una telefonata da un cellulare anonimo acquistato a Chicago. A Voight è stato detto da Linsday che a Chicago, Andrew Llewellyn (la vittima dell'incendio che aveva le foto pedopornografiche) e l'ufficiale che lo sorvegliava sono stati uccisi a colpi di arma da fuoco. Benson commenta che il loro sospetto è fuggito di nuovo a Chicago.
- Guest star: Lou Taylor Pucci (Teddy Courtney), Jesse Lee Soffer (Jay Halstead), Jason Beghe (Hank Voight), Sophia Bush (Erin Lindsay).

- Nota: Questo episodio prosegue un crossover triplo con Chicago Fire e Chicago P.D. Il crossover inizia nell'episodio Nessuno tocchi niente, prosegue con questo episodio e si conclude nell'episodio Sul mio cadavere.
- Citazioni: "Non ci vediamo per dieci anni, ed ora vuoi sbattermi dentro per venti? Sei la sorella che tutti vorrebbero!" (Teddy rivolto a Lindsay durante il suo interrogatorio).
- Citazioni: "Lo chiamate interrogatorio?? Perché non gli offrite pure the e pasticcini?" (sergente Voight).

## Privilegi matrimoniali
- Titolo originale: Spousal Privilege
- Diretto da: Sharat Raju
- Scritto da: Julie Martin (soggetto e sceneggiatura), Samantha Corbin-Miller (sceneggiatura), Warren Leight (soggetto)

### Trama
La polizia scopre le riprese della telecamera di sicurezza di una disputa domestica tra A.J. Martin, un famoso campione sportivo, e sua fidanzata Paula, che culmina in una profonda aggressione. Mentre Fin ed il tenente Olivia Benson si tuffano nella vita della coppia, per delle indagini approfondite, il procuratore Barba cerca di convincere la donna a sporgere denuncia. La situazione non è semplice, anche perché si tratta di una coppia pubblica, molto seguita dai fan del mondo dello sport, e tutto ciò che riguarda il privato potrebbe avere ripercussioni sulla carriera dell'uomo. Oltre al fatto che la fidanzata di A.J. ed il suo bambino dipendano economicamente dal campione. Nel frattempo, con una abile mossa per calmare le acque, calmando parecchio le pressioni della stampa e della pubblica opinione. La donna decide quindi di non denunciare suo marito, ma il processo avviene comunque, portando alla condanna dell'uomo che viene giudicato colpevole e condannato a due anni di reclusione.
- Guest star: Chad L. Coleman (A.J. Martin), Jefferson Mays (Dr. Carl Rudnick), Hoda Kotb (se stessa), Korey Jackson (Brian), Elizabeth Marvel (avvocatessa Rita Calhoun), Meagan Good (Paula Bryant), Leslie Odom Jr. (reverendo Curtis Scott).

- Nota: il caso è ispirato al reale scandalo degli abusi domestici di Ray Rice.
- Nota: l'attore Korey Jackson (Brian) aveva precedentemente interpretato il ruolo di Gilbert Matthews nell'episodio 9x09 La paternità.
- Nota: Nell'episodio fa la sua prima apparizione il medico legale Carl Rudnick, che diventerà uno dei principali villain durante la sedicesima e diciassettesima stagione, lungo sette diversi episodi, quando verrà rivelata la sua doppia vita, nel ruolo di serial killer.

## Modus operandi
- Titolo originale: Pattern Seventeen
- Diretto da: Martha Mitchell
- Scritto da: Kevin Fox

### Trama
Annie Lin è una ragazza asiatica che ha denunciato una aggressione molto strana subita a New York, con cui la squadra sta parlano per investigare, ma non è la sola. Quando una serie di ragazze viene aggredita, Amanda Rollins collega subito lo schema ai casi in cui ha lavorato ad Atlanta, ma scopre che nessuno dei kit per stupro è stato testato. Il modus operandi è molto simile, ed è stato catalogato come "schema 17" dal suo vecchio dipartimento. Ben tre stupri erano stati commessi nel 2008 ad Atlanta, con uno schema comportamentale consistente nel far addormentare le vittime mentre veniva loro cantata una litania simile ad un canto religioso. Secondo la detective è molto facile che si possa trattare dello stesso stupratore che ha semplicemente cambiato il suo territorio di caccia, spostandosi in una nuova città. Tornata ad Atlanta per interrogare una delle vittime che si crede sia stata aggredita dal sospetto, Amanda Rollins ha una riunione imbarazzante con il suo ex superiore, il vicecapo di Atlanta Charles Patton, che pare non averla dimenticata. Intanto il giro di indagini si allarga, mentre gli investigatori collegano il modus operandi dell'aggressore ad altre città con kit per stupro non testati, Olivia Benson deve affrontare nuove sfide personali, tenere testa al controllo del vicecapo Dodds e del NYPD ed anche fronteggiare un assistente sociale, che dubita delle sue responsabilità verso il piccolo Noah.
- Guest star: Thedra Porter (Chantal Jackson), Peter Gallagher (William Dodds), Peter Hermann (Trevor Langan), Jayne Houdyshell (giudice Ruth Linden), Samantha Futerman (Annie Lin).
- Nota: il titolo originale fa riferimento al "pattern" termine tecnico che in informatica, ma anche in ambiente psichiatrico e poliziesco, fa riferimento ad un comportamento ripetuto sempre uguale a se stesso, che tende a ripresentarsi periodicamente.
- Citazioni: "Forse ha colpito a Las Vegas e pure a Milwaukee! (detective Carisi, parlando dell'allargamento interstatale del caso).

## Il passato ritorna
- Titolo originale: Forgiving Rollins
- Diretto da: Michael Slovis
- Scritto da: Warren Leight e Julie Martin

### Trama
Il vicecapo di Atlanta, Patton, e il suo nuovo detective, Reese Taymor, visitano New York per una conferenza sui crimini sessuali. Dopo la conferenza, Taymor riferisce, con riluttanza, di essere stata violentata nel suo hotel, portando Benson e l'Unità vittime speciali a interrogare i suoi colleghi agenti di polizia di Atlanta in visita. Taylor confessa che l'autore della violenza è il suo vicecapo Patton. Sapendo del legame personale fra Rollins e Patton, Barba cerca il suo aiuto in tribunale, il che costringe Rollins a rivelare un segreto che ha lavorato duramente per nascondere.
- Guest star: Dreama Walker (detective Reese Taymor), Delaney Williams (John Buchanan), Peter Gallagher (William Dodds), Harry Hamlin (Charles Patton).

## Finzione e realtà
- Titolo originale: Agent Provocateur
- Diretto da: Alex Chapple
- Scritto da: Samantha Corbin-Miller

### Trama
Una ragazzina quindicenne esce di soppiatto per partecipare a una festa con il suo idolo, l'attore Scott Russo. Le cose prendono però una brutta piega quando l'adolescente viene trovata aggredita sessualmente e lasciata morente in un vicolo dentro una valigia. Russo e la sua manager personale sono quindi sospettati quando i filmati di sicurezza della festa scompaiono, per apparire poco dopo su un sito web di gossip. Quando l'amministratore delegato del sito web si rifiuta di consegnare il filmato alla squadra, il procuratore Barba combatte in aula per ottenere la verità facendo arrestare l'uomo per aver nascosto le prove. Nonostante siano tutti convinti che l'aggressore sia Scott, nuove prove ed indagini potrebbero però aprire una nuova ed insospettabile pista.
- Guest star: Jolly Abraham (dottoressa Patel), John Pankow (Lenny Simmons), Shiloh Fernandez (Scott Russo), Jeremy Jordan (Skye Adderson), Madison Grace (Madison Baker), Patti LuPone (Lydia Lebasi).
- Nota: La canzone di apertura dell'episodio è "Let Her Go" dei Passenger, interpretata da Jasmine Thompson, che presenta un montaggio artistico dei fatti avvenuti alla vittima Madison Baker.
- Curiosità: il titolo originale dell'episodio "Agent Provocateur" si riferisce ad una persona che si immerge in una determinata situazione allo scopo di sabotarne deliberatamente il potenziale esito. In termini legali ed ufficiali, il termine viene spesso utilizzato in situazioni che implicano influenza politica, intrappolamento e corruzione.

## Padre Sandunguero
- Titolo originale: Padre Sandunguero
- Diretto da: Mariska Hargitay
- Scritto da: Peter Blauner (soggetto e sceneggiatura), Warren Leight (soggetto)

### Trama
Il padre di Amaro, Nicolas, invita la sua famiglia separata al suo matrimonio con una donna di 28 anni. Dopo che Amaro rifiuta l'invito, si scatena una rissa al matrimonio, facendo sì che Nicolas venga arrestato per aggressione. Amaro e la squadra rimangono coinvolti nelle indagini, con gli Affari Interni che tengono d'occhio il coinvolgimento di Amaro. Con i tanti precedenti avvenuti a carico di Amaro, il tenente Ed Tucker lo considera un altro caso di cattiva condotta, e pensa che il detective abbia voluto influenzare la vittima per difendere il padre, nonostante Nick Amaro garantisca che vorrebbe invece che il padre fosse punito per i suoi crimini, se colpevole. Barba prende in gestione il caso e chiede ad Amaro di testimoniare, il che lo costringe a rivelare alcuni segreti di famiglia e ad affrontare la possibilità di fare a pezzi la sua famiglia.
- Guest star: Robert John Burke (tenente Ed Tucker), Armand Assante (Nicolas Amaro Sr.), Joseph Lyle Taylor (avvocato difensore Mickey D'Angelo), Katty Velasquez (Gabriella Nuñez).
- Citazioni: "Un branco di ubriachi in una sala buia e caotica? Che cosa ne sanno! (avvocato difensore di Nicolas).
- Curiosità: il termine "Padre Sandunguero", titolo originale dell'episodio, è un modo di dire tipico di Porto Rico in dialetto spagnolo portoricano, per intendere un cattivo e superficiale genitore (letteralmente Papà birichino/giocoso).

## Degrado morale
- Titolo originale: Decaying Morality
- Diretto da: Michael Pressman
- Scritto da: Kevin Fox e Brianna Yellen

### Trama
Benson e Rollins soccorrono una vittima di stupro, trovata con i vestiti strappati, che afferma di essere stata violentata nel bagno di una pizzeria. Con una fedina penale e una causa pendente contro il NYPD, il distretto è a corto di prove e il sospetto viene rilasciato. Infuriato, il padre di Jenna conduce la propria indagine, che potrebbe cambiare la vita della famiglia e rendere più difficile il lavoro dell'Unità vittime speciali. La situazione è complessa, poiché il sospettato, Jerome, era già stato in precedenza incriminato per stupro, ma poi assolto per un vizio di forma, ed attualmente in causa con la polizia. Oltretutto, da alcuni filmati delle telecamere, e da una successiva dichiarazione della vittima, il vero colpevole potrebbe essere un altro.
- Guest star: Paul Adelstein (dottor Neil Alexander), Eva Kaminsky (Marcy Davis), Jamie McShane (Luke Davis), Haley Lu Richardson (Jenna Davis), Kamal Angelo Bolden (Jerome Jones).
- Nota: questo è il primo episodio della stagione in cui compare il cast principale al completo.
- Citazioni: "Mai fidarsi dei dentisti!" - "Lo sa, tutti i farabutti che incontro si fanno fregare dai ragazzini!" (detective Fin Tutuola).

## Intimidation Game
- Titolo originale: Intimidation Game
- Diretto da: Jean de Segonzac
- Scritto da: Céline C. Robinson (soggetto e sceneggiatura), Robert Brooks Cohen (soggetto e sceneggiatura) e Julie Martin (soggetto)

### Trama
La sviluppatrice di videogiochi Raina Punjabi ignora gli avvertimenti, gli insulti e le minacce degli hater quando arriva la data di uscita del suo gioco. Quando una dipendente donna viene aggredita a una convention di giochi, gli investigatori chiedono a Punjabi di rinviare l'uscita del gioco. Quando lei rifiuta, Fin e l'Unità vittime speciali devono correre per proteggerla da cyberterroristi tecnicamente esperti che vogliono vedere Punjabi fuori dal mondo dei videogiochi, con tanto di hackeraggio del sito ufficiale in quanto ritengono il gioco essendo prevalentemente femminile e non conforme al mondo maschile dei videogiochi e che loro definiscono un videogioco per prostitute ovvero spazzatura. Raina ha ricevuto molti messaggi di minacce, anche pesanti, incluso lo stupro e l'omicidio, provenienti dal deep web nascosto, rivolte a lei ed al suo staff al femminile, cosa che sta rendendo parecchio complicato il lancio del nuovo videogame di strategia da promuovere, Amazon Warriors: Protectors of the Rainforest. Raina è diventata il simbolo dello sviluppo al femminile, e non intende farsi intimorire, ed è decisa a tenere comunque l'evento di presentazione, di fronte ad oltre cinquecento persone, ma tra loro si nascondono dei criminali. Durante le indagini la squadra di colleghi scopre che l'insospettabile detective Fin Tutuola è un vero appassionato di videogiochi, in particolar modo sparatutto online, e quindi conosce molto bene questo mondo e le persone che gli gravitano attorno. Purtroppo la donna viene rapita dai cyberterroristi che passano dalle minacce ai fatti trasformando il loro videogioco in realtà facendo di Raina la vittima del gioco. Raina viene picchiata e stuprata dal gruppo e costretta successivamente a fare una dichiarazione online in cui ammonisce altre donne dal fare il medesimo errore che ha fatto lei. Successivamente i cyberterroristi fanno chiamare la polizia da Raina in modo da attirarli in trappola che per loro costituisce il livello finale del gioco. Olivia e la sua squadra trovato il posto riescono a salvare la donna e affrontano i cyberterroristi che vengono arrestati ma il capo del gruppo cyberterrorista non volendo arrendersi tenta di sparare a tradimento a Finn e di conseguenza il poliziotto uccide il cyberterrorista per difesa. Pur essendo stata salvata Raina a causa dell'esperienza vissuta per colpa dei cyberterroristi decide di ritirarsi dall'industria dei videogiochi capendo che a quanto pare il gioco che ha realizzato non è per nulla apprezzato dal mondo dei videogiochi.
- Guest star: Susannah Flood (Sarah Keller), Bill Irwin (dottor Peter Lindstrom), Mouzam Makkar (Raina Punjabi), Logan Paul (Ryan).
- Citazioni: "il bene di uno è il bene di tutti, caccia, costruisci, procurati il cibo, crea!" (incipit del videogame Amazon Warriors).

## Una madre sotto copertura
- Titolo originale: Undercover Mother
- Diretto da: Steve Shill
- Scritto da: Warren Leight e Julie Martin

### Trama
Mentre è sotto copertura per distruggere un giro di traffico sessuale, Carisi incontra Martha Thornhill. Spiega che sta fingendo di essere una maitresse per trovare e salvare sua figlia, Ariel, che è stata rapita. In seguito smette di lavorare da sola e chiede all'Unità vittime speciali di aiutarla. La donna, per anni, ha monitorato tutti i movimenti dei criminali, ed ha allestito un vero e proprio laboratorio di studio privato, con centinaia di prove, nomi ed indagini private. Le indagini congiunte portano ad un sedicente locale chiamato Party House, che copre un notevole giro di prostituzione, anche minorile, e crimini organizzati. Determinante si rivela anche la testimonianza di Tommy, un corriere degli alcolici, che effettua consegne periodiche e conosce bene i movimenti della casa e li aiuta ad infiltrarsi nella banda. Come una squadra, tutti insieme i detective e Martha, cercano di abbattere il protettore e i suoi sottoposti, mentre Ariel rimane dispersa e scoprono che potrebbero avere un aiuto dall'interno da un vecchio amico. Nel frattempo, la dottoressa Warner scopre che il protettore, il famigerato Johnny D, è il padre biologico di Noah, ed avverte subito Olivia Benson, che è decisamente preoccupata. Le cose diventano davvero intrecciate e complesse, e richiedono scelte drastiche.
- Guest star: Lili Taylor (agente sotto copertura Martha Thornhill), Danika Yarosh (Ariel Thornhill), Donal Logue (tenente Declan Murphy), Danielle Burgess (Nina Soren), Tamara Tunie (dottoressa Melinda Warner).
- Citazioni: "Avrò dormito due ore a notte negli ultimi due anni, quando riavrò mia figlia, dormirò!" (agente Martha Thornhill).

## Solstizio d'inverno
- Titolo originale: December Solstice
- Diretto da: Sharat Raju
- Scritto da: Ed Zuckerman

### Trama
Le figlie di un celebre scrittore anziano si presentano al distretto per denunciare un abuso sessuale, che non riguarda però una delle due, ma il loro padre, che sarebbe vittima dell'attuale compagna di vita, molto più giovane di lui. Walter Briggs è infatti un famoso autore di romanzi, di cui anche Carisi é un grande fan, e viene messo nel mezzo di una faida tra la sua sesta moglie, Charmaine, e le sue figlie. La diatriba riguarda il suo benessere, scatenata da un'accusa secondo cui la moglie Charmaine avrebbe abusato sessualmente di suo marito somministrandogli farmaci contro la disfunzione erettile a sua insaputa, incompatibili con i problemi cardiaci di cui soffre. Quando Walter viene ricoverato in ospedale per un infarto, Charmaine lo dimette forzatamente dall'ospedale contro il parere del medico, prima che possa essere condotto qualsiasi test, e lo conduce in aeroporto per metterlo su un aereo. Un successivo e fatale attacco di cuore provoca la morte di Walter, spingendo Barba a perseguire l'accusa di omicidio colposo contro Charmaine. Durante il processo, viene visionata una videocassetta che Walter ha registrato prima della sua demenza, rivelando i suoi sentimenti e desideri per la sua famiglia. Nel frattempo, Barba lotta con la decisione di mettere la nonna in una casa di riposo.
- Guest star: Robert Vaughn (Walter Briggs), Marcia Cross (Charmaine Briggs), Emily Bergl (Judith Briggs), Susan Pourfar (Delilah Briggs), Jefferson Mays (dottor Carl Rudnick).
- Curiosità: l'episodio rappresenta l'ultima apparizione televisiva dell'attore Robert Vaughn, che ha partecipato alla serie un anno prima della sua scomparsa, avvenuta nel 2016.
- Citazioni: "Gli fa fare sesso tutti i giorni!" - "E' un reato, o il sogno di ogni uomo??" (Scambio di battute tra Amaro e Rollins).

## Rapporti forzati
- Titolo originale: Parole Violations
- Diretto da: Jean de Segonzac
- Scritto da: Jill Abbinanti

### Trama
La sorella di Carisi, Bella, si sta preparando per la nascita di suo figlio con il suo fidanzato, Tommy, un ex detenuto che ora sta cercando di rigare dritto. Sembra andare tutto bene, ma gli eventi prendono una brutta piega quando Tommy sembra essere tornato alle vecchie abitudini, poiché accusa di stupro la sua addetta alla libertà vigilata, Donna Marshall. Tutti pensano che stia mentendo per coprire la sua cattiva condotta, ma decisamente qualcosa non quadra, con indagini sulla donna, infatti, esce fuori un quadro di omertà molto forte, in cui i colleghi ed il suo superiore paiono assolutamente volerla coprire, o perlomeno ritenerla insospettabile. Poco dopo aver svelato le accuse al capufficio di Donna, ecco che l'agente di controllo fa un blitz a casa di Tommy e trova della droga nascosta, ossicodone, mai trattato dall'uomo, evidentemente piazzata a casa sua col preciso scopo di incastrarlo. Con l'aiuto di Olivia Benson e degli investigatori, Carisi indaga sull'accusa di Tommy, in un caso complesso in cui le due accuse, stupro e spaccio, si intrecciano, e qualcuno chiaramente mente. Il procuratore Barba affronta quindi una dura battaglia convincendo una giuria che una donna può violentare un uomo.
- Guest star: Marin Ireland (Bella Carisi), Molly Price (agente di controllo Donna Marshall), Michael Chernus (Tommy Sullivan).
- Nota: in questo episodio facciamo la conoscenza dei parenti di Carisi, sua sorella Bella ed il suo fidanzato Tommy.
- Citazioni: "Un detenuto in libertà vigilata ha accusato di stupro un nostro agente, nulla di nuovo!" - "Donna Marshall è a malapena un essere sessuato!" (il capufficio di Donna Marshall, parlando delle accuse)

## Una storia devastante
- Titolo originale: Devastating Story
- Diretto da: Michael Slovis
- Scritto da: Samantha Corbin-Miller

### Trama
Il giornalista Skip Peterson, un conduttore televisivo, trasmette un'intervista a Heather Manning, una studentessa universitaria, che afferma di essere stata violentata in una confraternita, una nuova storia di violenza ambientata alla famigerata Hudson University, già protagonista svariate volte a casi precedenti su cui ha indagato la SVU, e legata al cosiddetto filone della controversa "cultura dello stupro". La storia di Heather Manning diventa virale ed il caso si trasforma rapidamente in un dilemma, con pressioni sull'Unità vittime speciali per aprire una vera indagine, parallela alla semplice inchiesta giornalistica, che ovviamente non ha valore legale, pur avendo una forte risonanza mediatica. L'accusa è di uno stupro di gruppo, che coinvolge inizialmente sei, poi ben otto ragazzi, di cui quattro realmente identificati, le cui versioni sono tutte da verificare, visto che uno in particolare è stato visto persino giocare una partita in TV, in un altro stato, a ben nove ore di volo da New York, durante la presunta aggressione. La mancanza di un kit per stupro, l'instabilità della vittima e il numero variabile di sospetti fanno sì che il caso venga archiviato. Nonostante i dubbi, il caso di Heather Manning diventa un vero e proprio simbolo nella lotta all'omertà nel campus universitario.
- Guest star: Rob Morrow (Skip Peterson), Laura Fraser (professoressa Jessica Dillon), Ally Ioannides (Heather Manning), Kathleen Chalfant (presidente Roberts), Delaney Williams (John Buchanan).
- Nota: questo episodio è basato sull'articolo pubblicato dalla rivista statunitense Rolling Stone su uno stupro di gruppo all'Università della Virginia che in seguito ad indagini di polizia si è rivelato falso, pur diventando un simbolo della lotta alla "cultura dello stupro".
- Curiosità: la Hudson University è un istituto fittizio presente all'interno del franchise Law & Order e collocato nella città di New York. Questo campus universitario è spesso protagonista di diversi episodi legati al crimine, ed è comparso, per ora, in diciannove diversi episodi, divisi tra la serie madre Law & Order ed i due spin off Law & Order: SVU e Law & Order: Criminal Intent.

## Immunità garantita
- Titolo originale: Granting Immunity
- Diretto da: Holly Dale
- Scritto da: Brianna Yellen (sceneggiatura), A. Zell Williams (sceneggiatura), Julie Martin (soggetto) e Warren Leight (soggetto)

### Trama
Le foto pornografiche della quindicenne Savannah Biel diventano rapidamente virali alla Tribeca High School dopo una festa sessuale per minorenni, chiamata in gergo "Party Arcobaleno", in cui i colori di rossetti diversi sono la prova di baci appassionati di ragazze diverse. Le indagini si fanno serrate all'interno del liceo, ma le dichiarazioni degli studenti sono controverse, contraddittorie e poco affidabili. Nel frattempo un'epidemia di morbillo interrompe i tentativi del vice procuratore Barba di arrestare i sospetti ed Olivia Benson deve affrontare la realtà quando anche suo figlio adottivo Noah contrae la pericolosa malattia. Mentre gestisce la situazione di Noah, Olivia Benson indaga contemporaneamente su un gruppo di madri che hanno mentito sulle cartelle cliniche dei loro figli. Nel frattempo, anche Nick Amaro ha problemi familiari, ed apprende alcune notizie preoccupanti riguardanti suo figlio.
- Guest star: Hayden Tweedie (Savannah Biel), Hari Dhillon (avvocato Varma), Jefferson Mays (Dr. Carl Rudnick), Susie Essman (Arlene Heller), Missi Pyle (Trudy Malko).
- Nota: la canzone che si sente durante l'episodio è "Good Girls Go Bad" eseguita da Cobra Starship assieme all'attrice Leighton Meester.
- Citazioni: "L'idea del rossetto era delle ragazze"- "Si! Era una specie di gara a farsi tutti i ragazzi!" - "Si trattava di un party arcobaleno" - "Girava qualche spinello, ma io non ho fumato perché sono un atleta!" - "Volete sequestrarmi il telefono??? Sono appena arrivata a livello 103 di Candy Crush!" - "Non voglio che uno sbirro legga il mio blog!" (Alcune delle controverse dichiarazioni dei liceali coinvolti nel caso).

## Il sognatore
- Titolo originale: Daydream Believer (3)
- Diretto da: Martha Mitchell
- Scritto da: Julie Martin (sceneggiatura), Ed Zuckerman (sceneggiatura), Warren Leight (soggetto) e Matt Olmstead (soggetto)

### Trama
Dopo i fatti avvenuti a Chicago, in cui durante un incendio viene scoperto un corpo con un misterioso collegamento con il passato, Olivia Benson ed il sergente Voight della polizia di Chicago uniscono le forze, e guidano le loro squadre insieme nelle indagini su un caso di stupro e omicidio che è spaventosamente simile a un caso di New York di dieci anni fa. Durante la ricerca del sospetto, uno dei poliziotti di Chicago viene rapito, intensificando la missione dell'Unità vittime speciali per aiutare la squadra di Voight a localizzare l'uomo. Voight è convinto che il famigerato Greg Yates, un medico che nasconde anche una doppia vita da psicopatico, sia intenzionato a tornare a New York, inseguendo le tracce del suo passato, con uno dei suoi membri in automobile, a rischio della propria vita.  
- Guest star: Jason Beghe (Hank Voight), Dallas Roberts (Dr. Gregory "Greg" Williams Yates), Sophia Bush (Erin Lindsay), Jesse Lee Soffer (Jay Halstead), Tamara Tunie (dottoressa Melinda Warner), Marina Squerciati (Kimberly Burgess).

- Nota: questo episodio è la conclusione parte di un triplo crossover con altre due serie del "Wolfverse": Chicago Fire e Chicago P.D, che inizia nell'episodio "Caramellina", continua nell'episodio "Casi collegati" e finisce con questo.
- In questa puntata torna il famigerato Greg Yates, supercriminale presente nella serie Chicago P.D. durante la seconda e terza stagione.

## Giustizia manipolata
- Titolo originale: Perverted Justice
- Diretto da: Alex Chapple
- Scritto da: Robert Brooks Cohen (sceneggiatura), Céline C. Robinson (sceneggiatura), Warren Leight (soggetto) e Julie Martin (soggetto)

### Trama
Bayard Ellis chiede alla squadra di riaprire le indagini su un caso vecchio di ben 17 anni su un uomo che è stato condannato per incesto e stupro quando sua figlia, una tossicodipendente in via di guarigione, ritratta la sua testimonianza originale. Adesso la donna sostiene che era stata tutta una bugia e che che sua madre l'ha costretta a dire il falso in tribunale. Quando la mozione originale per annullare le accuse viene respinta, visto che all'epoca il caso era stato seguito dal ventisettesimo distretto, la squadra si rivolge al capitano in pensione Cragen per avere informazioni sul caso e scoprire prove che non sono mai state presentate durante il processo originale.
- Guest star: Dann Florek (capitano Donald Cragen), Robin de Jesús (Jose Silva), Glenn Plummer (Derek Thompson), Robert Sean Leonard (viceprocuratore distrettuale Kenneth O'Dwyer), Leslie Odom Jr. (reverendo Curtis Scott), Andre Braugher (Bayard Ellis), Samira Wiley (Michelle Thompson), Nick Sandow (agente Ted McCormack).
- Curiosità: gli attori Nick Sandow e Samira Wiley sono protagonisti insieme nella serie Orange is the New Black. .

## L'incubo di ogni genitore
- Titolo originale: Parents' Nightmare
- Diretto da: Jean de Segonzac
- Scritto da: Kevin Fox e Brendan Feeney

### Trama
Owen Farhidi, un bambino di 8 anni, viene rapito a scuola. Dopo aver ricevuto una richiesta di riscatto, la madre di Owen, Dana, contatta l'Unità vittime speciali per chiedere aiuto. Amaro lavora con la madre e il suo ex marito, Sam, quando il filmato dimostra che la vittima conosceva il suo rapitore. La tensione tra la coppia separata minaccia le indagini finché Benson e Amaro non convincono uno dei coniugi a rivoltarsi contro l'altro. Nel frattempo, la pressione dell'One Police Plaza per un comandante di grado superiore all'Unità vittime speciali porta Benson a prendere in considerazione l'idea di sostenere l'esame di tenente.
- Guest star: Carmen Cabrera (Fabiana Caldera), Robert John Burke (tenente Ed Tucker), Brooke Bloom (Dana Farhidi), Frankie J. Alvarez (Javier Rojas).

## Conflitto d'interessi
- Titolo originale: Surrendering Noah
- Diretto da: Michael Slovis
- Scritto da: Julie Martin e Warren Leight

### Trama
Dopo aver espresso interesse a sostenere l'imminente esame di sergente, Amaro apprende da Benson che il One Police Plaza non vuole promuoverlo poiché è considerato "merce avariata" a causa del suo coinvolgimento in diversi incidenti passati. Mentre il caso penale di Johnny Drake va finalmente in giudizio, Benson va contro il consiglio di Barba rivelando che Johnny è il padre biologico di Noah, mettendo così in pericolo le fasi finali dell'adozione. Un'interruzione durante il processo concede a Johnny l'opportunità di afferrare la pistola di un agente; uccide un agente di corte e ferisce Amaro, il giudice e un altro ufficiale, ma Amaro risponde al fuoco e lo uccide. Rendendosi conto che è improbabile che avanzi all'interno del NYPD e che il dipartimento potrebbe usare le sue ferite per costringerlo al pensionamento anticipato, Amaro si dimette per trasferirsi in California in modo da poter essere più vicino ai suoi figli.
- Guest star: Charles Halford (Johnny Drake), Robert John Burke (tenente Ed Tucker), Peter Hermann (Trevor Langan), Jefferson Mays (dottor Carl Rudnick).